# تيميكا
تيميكا هي مدينة تقع في غرب غينيا الجديدة، إندونيسيا. بلغ عدد سكان المدينة حوالي 142،909 وفقاً لإحصاء عام 2020.